# Ansbach
Ansbach és una ciutat independent, la capital de la Regierungsbezirk de Mittelfranken o Francònia del Mig o Francònia Central, a l'estat federat de Baviera (Alemanya). Ansbach té una població de 40.330 habitants (2007) i és a 40 km al sud-oest de Nuremberg. La ciutat és travessada pel riu Fränkische Rezat, un afluent del Main. També és la seu administrativa del Districte d'Ansbach, tot i que no en forma part.
Tècnicament, la capital de la regió administrativa Mittelfranken, hauria d'ésser Nuremberg, que és la ciutat més important i la capital econòmica, però no és així, a causa en part de la tendència a evitar centralismes de l'Estat Federal Alemany.

## Fills il·lustres
- Hans Michael Schletterer (1823-1897) compositor musical.
- Thomas Täglichsbeck (1799-1867) violinista i compositor.
- Johann Dürrner (1810-1859) compositor.